# Christian Rivel
Per Christian Liljegren (3 de febrero de 1971, Suecia) es un cantante sueco, más conocido como el vocalista y compositor principal de la banda sueca de metal de poder melódico cristiano, Narnia.
Liljegren también es el frontman de las bandas de metal Audiovision, Divinefire, Flagship, y de Wisdom Call. Es el dueño de la firma Liljegren Records, que trabaja con bandas como Divinefire, Crimson Moonlight, Sanctifica, Grimmark, Harmony, Veni Domine, y Majestic Vanguard. Cambió su apellido a Rivel, prefiriendo el de su esposa cuando se casaron. Sin embargo, después de su divorcio en 2008, cambió su apellido de nuevo a Liljegren.
El 29 de abril de 2008 Christian anunció su salida de Narnia, y esto no se debió a ninguna controversia entre los miembros de banda, simplemente, Liljegren dijo que quería darle un descanso a su cuerpo. En 2014, vuelve a Narnia.
Liljegren es el vocalista del proyecto de metal Golden Resurrection, con ReinXeed, guitarrista principal de Tommy Johansson (ahora en Sabaton (banda)). Su álbum de debut fue lanzado en noviembre del 2010.
Lilijegren es hermano de Hubertus Lilijegren, guitarrista y vocalista de bandas como Crimson Moonlight, Pantokrator, y Sanctifica.

## Discografía
Venture
- The Wonderous Diamond (1988)[4]

Trinity
- Soldiers Of Freedom (1988)[4]

Borderline
- 5 Track Demo Cassette (1989)[4]
- 7" Vinyl Single - Fri/Calling (1989)[4]
- 3 Track Demo Cassette (1990)[4]
- 7" Vinyl Single - I Can't Live Without Your Love/ Let Me Rest In Your Arms (1991)[4]

Modest Attraction
- Modest Attraction (5 Track Demo Cassette) (1991)[4]
- II - (5 Track Demo Cassette) (1992)[4]
- Get Ready (1992)[4]
- Blizzful Zample (1993)[4]
- The Truth In Your Face (1994)[5]
- Modest Christmas (Single) (1994)[4]
- Divine Luxury (1996)[5]

Narnia
- Awakening (1998)
- Long Live the King (1999)
- Desert Land (2001)
- The Great Fall (2003) (No lanzado en Japón)
- At Short Notice... Live in Germany (2006)
- Enter the Gate (2006)
- Decade of Confession (2007)
- Narnia (2016)
- We Still Believe - Made in Brazil (2018)
- From Darkness to Light (2019)

Wisdom Call
- Wisdom Call (2001)

Beautiful Mind
- Hero (3 Track Demo) (2002)[4]

Divinefire
- Glory Thy Name (2004)
- Hero (2005)
- Into a New Dimension (2006)
- Farewell (2008)
- Eye of the Storm (2011)

Flagship
- Mayden Voyage (2005)

Audiovision
- The Calling (2005)
- Focus (2010)

Golden Resurrection
- Glory to My King (2010)
- "Pray for Japan" (Single) (2011)
- Man with a Mission (2011)
- One Voice for the Kingdom (2013)

Solo career
- Ett Liv Jag Fått Att Leva (2002)[4]
- Kraft (2015)

Venture
- The Wonderous Diamond (1988)[4]

Trinity
- Soldiers Of Freedom (1988)[4]

Borderline
- 5 Track Demo Cassette (1989)[4]
- 7" Vinyl Single - Fri/Calling (1989)[4]
- 3 Track Demo Cassette (1990)[4]
- 7" Vinyl Single - I Can't Live Without Your Love/ Let Me Rest In Your Arms (1991)[4]

Modest Attraction
- Modest Attraction (5 Track Demo Cassette) (1991)[4]
- II - (5 Track Demo Cassette) (1992)[4]
- Get Ready (1992)[4]
- Blizzful Zample (1993)[4]
- The Truth In Your Face (1994)[5]
- Modest Christmas (Single) (1994)[4]
- Divine Luxury (1996)[5]

Narnia
- Awakening (1998)
- Long Live the King (1999)
- Desert Land (2001)
- The Great Fall (2003) (No lanzado en Japón)
- At Short Notice... Live in Germany (2006)
- Enter the Gate (2006)
- Decade of Confession (2007)
- Narnia (2016)
- We Still Believe - Made in Brazil (2018)
- From Darkness to Light (2019)

Wisdom Call
- Wisdom Call (2001)

Beautiful Mind
- Hero (3 Track Demo) (2002)[4]

Divinefire
- Glory Thy Name (2004)
- Hero (2005)
- Into a New Dimension (2006)
- Farewell (2008)
- Eye of the Storm (2011)

Flagship
- Mayden Voyage (2005)

Audiovision
- The Calling (2005)
- Focus (2010)

Golden Resurrection
- Glory to My King (2010)
- "Pray for Japan" (Single) (2011)
- Man with a Mission (2011)
- One Voice for the Kingdom (2013)

Solista
- Ett Liv Jag Fått Att Leva (2002)[4]
- Kraft (2015)